# Arshangi, Devadurga
Arshangi là một làng thuộc tehsil Devadurga, huyện Raichur, bang Karnataka, Ấn Độ.